# Mitch Canham
Mitchell Dean Canham (Richland, Washington, 1984. szeptember 25. –) amerikai baseballozó és baseballedző; 2004 és 2007 között az Oregon State Beavers játékosa, 2020-tól vezetőedzője.
A 2007-es MLB-draftben a San Diego Padres kiválasztotta.

## Játékosként

### Amatőr
1995–1996-ban az LSJAA Tigers játékosa volt. A Lake Stevens középiskolában érettségizett. Az előszezonban elnyerte az All-America elismerést. 2006-ban a Falmouth Commodores játékosa volt.

### Profi
2007-ben a Eugene Emeralds, 2007–2008-ban pedig a Lake Elsinore Storm játékosa volt. 2009–2010-ben a San Antonio Missions tagja volt.

## Edzőként
A 2016-os szezonban a Clinton LumberKings, 2017–2018-ban a Modesto Nuts, a 2019-es szezon első felében pedig az Arkansas Travelers edzője volt. 2019. július 13-án az Oregon State Beavers vezetőedzője lett; szerződését 2022-ben 2027-ig meghosszabbították.

## Családja
Édesanyja Canham egyetemista korában elhunyt. Öccse, a tengerészgyalogos Dustin 2008-ban halt meg Dzsibutiban; az országos figyelmet kapott ügy részleteit a hadsereg próbálta eltitkolni; halálában állítólag bántalmazás is közrejátszott. Nagy-nagybátyja Charles D. W. Canham vezérőrnagy, a normandiai partraszállás során a 29. gyalogos hadosztály parancsnoka.
Feleségével, Marlisszal két gyermekük született.

## Eredményei vezetőedzőként
| Év                                       | Eredmény                                 | Eredmény                                 | Helyezés                                 | Továbbjutás                              |
| Év                                       | Összesített                              | Konferencia                              | Helyezés                                 | Továbbjutás                              |
| Oregon State Beavers (Pac-12 Conference) | Oregon State Beavers (Pac-12 Conference) | Oregon State Beavers (Pac-12 Conference) | Oregon State Beavers (Pac-12 Conference) | Oregon State Beavers (Pac-12 Conference) |
| ---------------------------------------- | ---------------------------------------- | ---------------------------------------- | ---------------------------------------- | ---------------------------------------- |
| 2020                                     | 5–9                                      | 0–0                                      | –                                        | A szezon megszakadt                      |
| 2021                                     | 37–24                                    | 16–14                                    | T-5.                                     | NCAA Regional                            |
| 2022                                     | 48–18                                    | 20–10                                    | 2.                                       | NCAA Super Regional                      |
| 2023                                     | 41–20                                    | 18–12                                    | 2.                                       | NCAA Regional                            |
| 2024                                     | 45–16                                    | 19–10                                    | 2.                                       | NCAA Super Regional                      |
| Oregon State Beavers (Független)         |                                          |                                          |                                          |                                          |
| 2025                                     | 0–0                                      | –                                        | –                                        | –                                        |
| Összesen:                                | 176–87 (.669)                            | 73–46 (.613)                             | –                                        | –                                        |

## Fordítás
- Ez a szócikk részben vagy egészben  a   Mitch Canham című angol Wikipédia-szócikk ezen változatának fordításán alapul.  Az eredeti cikk szerkesztőit annak laptörténete sorolja fel. Ez a jelzés csupán a megfogalmazás eredetét és a szerzői jogokat jelzi, nem szolgál a cikkben szereplő információk forrásmegjelöléseként.